# Jacqueline de Ribes
Jacqueline, comtesse de Ribes, née le 14 juillet 1929 à Boulogne-Billancourt (France), est une femme d'affaires, productrice, styliste et philanthrope française.

## Biographie

### Jeunesse et famille
Les parents de Jacqueline Bonnin de La Bonninière de Beaumont sont Jean Bonnin de la Bonninière de Beaumont (1904-2002), commandeur de la Légion d'honneur, vice-président du Comité international olympique, président de l’Académie des sports et du cercle de l'Union interalliée, et Paule Rivaud de La Raffinière (1908-1999). Cette dernière, fille du banquier Olivier de Rivaud, fondateur du groupe Rivaud, est une femme de lettres : elle traduit F.D. Roosevelt's Memoirs de Tennessee Williams et le roman d'Ernest Hemingway Across the River and Into the Trees. Outre Jacqueline, le couple a deux autres enfants : Monique (1931-2021) et Marc (1934-2001).
À l'âge de neuf ans, elle demande à son oncle Étienne de Beaumont de visiter les ateliers Dior (la maison Dior n’a été fondée qu’en 1946, lorsque Jacqueline de Beaumont avait 17 ans), d'où lui vient sa passion pour la haute couture. La même année, les autorités allemandes d'occupation réquisitionnent les immeubles de la famille et envoient les Beaumont à Hendaye. Ils vivent alors dans une loge de gardien, près d'une grande maison où s'installe un centre de torture de la Gestapo, ce qui marque la jeune Jacqueline ,,,,,.
Le 30 janvier 1948, Jacqueline de Beaumont épouse le vicomte, puis comte, Édouard de Ribes, banquier, officier de la Légion d'honneur, croix de guerre 1939-1945. Ils ont deux enfants : Élisabeth de Ribes et Jean, comte de Ribes.

### Cheffe d’entreprise et créatrice de mode
Vers 1950, Jacqueline de Ribes entreprend de créer, selon ses goûts, ses propres toilettes, « sophistiquées et peu guindées », qui sont rapidement remarquées, en particulier par Diana Vreeland. En outre, elle porte les créations de plusieurs maisons de haute couture. 
Elle est photographiée par les photographes Robert Doisneau, Cécil Beaton, Richard Avedon ou Irving Penn.
Entre 1983 et 1995, encouragée par Yves Saint Laurent, Jacqueline de Ribes crée sa propre entreprise. La première collection est présentée le 23 mars 1983 en présence, notamment d'Yves Saint Laurent, de Pierre Bergé, ainsi que de Valentino (qui la surnomme « la dernière reine de Paris ») ou encore Emanuel Ungaro. Ses bureaux sont alors installés à Paris, New York et Tokyo. En 1985, WWD lui attribue « Four Stars », la plaçant en tête des créateurs de l’année.
Saks Fifth Avenue lui offre une exclusivité pour le lancement de ses collections aux États-Unis pour trois ans.
Elle fait partie de la jet set, côtoie de nombreuses personnalités et participe à des fêtes somptueuses, tels le « Bal du siècle » donné à Venise par Charles de Beistegui en 1951, le « Bal oriental » donné à Paris en 1969 par Alexis de Rédé ou le « bal Proust » donné au château de Ferrières par Marie-Hélène de Rothschild en 1971.
En 1999, Jean-Paul Gaultier lui dédie sa collection de haute couture, qu'il intitule « Divine Jacqueline »mars 2025[source secondaire souhaitée].
En 2010, elle reçoit des mains du président de la République française Nicolas Sarkozy, au palais de l'Élysée, les insignes de chevalier de la Légion d'honneur.

### Exposition au Met
Très connue et réputée aux États-Unis comme l'incarnation de l'élégance parisienne, son œuvre stylistique donne lieu à une exposition au Costume Institute du Metropolitan Museum de New-York, intitulée « Jacqueline de Ribes, the Art of style ». 
Après trois ans de préparation, cette exposition, exceptionnelle pour une créatrice vivante, eut lieu du 19 novembre 2015 au 21 février 2016. À cette occasion, son visage fut projeté en pleine lumière sur l'Empire State Building.

### Production théâtrale et télévisuelle
Jacqueline de Ribes effectue également de la production théâtrale et télévisuelle.
En 1958, elle produit la pièce de théâtre jouée au théâtre Récamier pour son inauguration Lorsque cinq ans seront passés de Federico Garcia Lorca, mise en scène par Guy Suarès, avec Pascale de Boysson et Laurent Terzieff, et des décors de Raimundo de Larrain.
En octobre 1966, elle est la productrice de la comédie musicale Mouche au théâtre de la Porte-Saint-Martin, mise en scène et chorégraphiée par Raimundo de Larrain, avec Jean-Claude Drouot, Christine Delaroche et Magali Noël.
Pour la première chaîne de télévision française, Jacqueline de Ribes co-produit Fugue à Rome en mai 1967, film en deux épisodes inspiré du livre de Luigi Barzini, Les Italiens[réf. souhaitée].

### Activités caritatives
Jacqueline de Ribes utilise, à plusieurs reprises, sa notoriété au profit de diverses causes humanitaires à travers le monde. Ainsi, présidente du comité international de l'Association Embassy Ball en 1959 et 1961, elle participe activement à la levée de fonds au bénéfice des enfants handicapés dans le monde. Elle est nommée, en 1962, citoyenne d'honneur de la ville de Florence par le maire Giorgio La Pira, à la suite de la remise des contributions de l'Association pour l’hôpital Meyer. Dans le cadre du bicentenaire de l'Indépendance américaine, elle réunit des fonds importants pour l'œuvre des Petits Lits Blancs, dédiée à l’enfance malheureuse (Nouvelle-Orléans, 1976).
Co-présidente, en 1979, avec le duc d'Edimbourg et Anne-Aymone Giscard d'Estaing, de l'Alliance européenne contre le cancer, elle organise à Paris une soirée caritative à l’issue de la projection du film Tess de Roman Polanski[réf. souhaitée].
Jacqueline de Ribes est présidente d'honneur de la Société des amis des musées d'Orsay et de l'Orangerie (SAMO).

## Décorations
- Officier de la Légion d'honneur (2020)
- Commandeure de l'ordre des Arts et des Lettres (2022)[11]